# Маргарита д'Егль
Маргарита д'Егль (пом. 21 травня 1141) — королева Наварри, перша дружина Гарсії IV .

## Біографія
Маргарита була донькою Жільбера Л'Егль та Жуліани дю Перш, доньки Жоффруа II дю Перш, онукою по батьківській лінії Ріше Л'Егля та Юдіт де Авранш, а по материнській — онукою Жоффруа II дю Перш та його дружини, Беатріси де Монді. Брат Маргарити Ріше успадкував титул барона Л'Егль, а королева Феліція де Русі була її далекою родичкою.
У 1130 році Маргарита була видана в шлюб з інфантом Гарсією Наваррським незадовго до його вступу на престол. Указом від 1135 року він підтвердив права і привілеї церкви Памплони, «за порадою королеви Маргарити». Маргарита народила королівського спадкоємця, інфанта Санчо, і двох доньок, кожна з яких стала після шлюбу королевою: старша, Бланка, що народилася після 1133 року, одружилася із Санчо III Кастильським, а молодша, Маргарита, названа на честь матері, одружилася із Вільгельмом Сицилійським.
Відносини Гарсії з Маргаритою були складними. Вона нібито мала багато коханців та фаворитів-французів. Маргарита народила від короля другого сина, Родріго, але Гарсія не визнав його, оголосивши бастардом.
Маргарита померла в безчесті 25 травня 1141 року, а король вдруге одружився.